# واپشه
واپشه (به هلندی: Wapse) یک منطقهٔ مسکونی در هلند است که در وسترفلد واقع شده‌است. واپشه ۳۴۰ نفر جمعیت دارد.